# فرانک ایسلاکر
فرانک ایسلاکر (انگلیسی: Frank Islacker؛ زادهٔ ۲۹ اوت ۱۹۶۳) بازیکن فوتبال اهل آلمان است.
از باشگاه‌هایی که در آن بازی کرده‌است می‌توان به باشگاه فوتبال بوخوم اشاره کرد.